# Гексацианоосмат(II) калия
Гексацианоосмат(II) калия — неорганическое соединение,
комплексный цианид калия и осмия
с формулой K4[Os(CN)6],
слабо растворяется в холодной воде,
образует кристаллогидраты — жёлтые кристаллы.

## Получение
- Сплавление гексахлороосмата(IV) аммония с цианистым калием.

## Физические свойства
Гексацианоосмат(II) калия образует кристаллогидраты 
состава K4[Os(CN)6]•3H2O — жёлтые кристаллы.
Слабо растворяется в холодной воде,
не растворяется в этаноле и диэтиловом эфире.